# Sylfaen
Sylfaen (von walisisch sylfaen „Fundament“) ist eine Serifenschrift für mehrere Schriftsysteme, die 1998 von John Hudson, W. Ross Mills und Geraldine Wade für Microsoft entwickelt wurde.
1997 stellte Microsoft den Auftrag, eine Schriftart für mehrere Schriftsysteme zu entwerfen. Die fertige Schriftart enthält 3.842 Schriftzeichen und unterstützt die lateinische, kyrillische, griechische, armenische, georgische und die äthiopische Schrift. Das Design der georgischen Glyphen ist unfertig, weil der Designer Anton Dumbadze von einem Auto angefahren wurde und starb, bevor er die Glyphen fertigstellen konnte.
Eine Teilmenge der Sylfaen-Schriftart, die nur die lateinischen, armenischen und georgischen Glyphen enthält, wird seit Windows 2000 standardmäßig mit Windows mitgeliefert. Die äthiopischen Glyphen wurden später überarbeitet und sind seit Windows Vista unter dem neuen Namen Nyala verfügbar.